# Problème du temps
 (signalé en août 2025).
Si vous disposez d'ouvrages ou d'articles de référence ou si vous connaissez des sites web de qualité traitant du thème abordé ici, merci de compléter l'article en donnant les références utiles à sa vérifiabilité et en les liant à la section « Notes et références ».
- Archive Wikiwix
- Bing
- Cairn
- DuckDuckGo
- E. Universalis
- Gallica
- Google
- G. Books
- G. News
- G. Scholar
- Persée
- Qwant
- (zh) Baidu
- (ru) Yandex
- (wd) trouver des œuvres sur Wikidata

En physique théorique, le problème du temps est un conflit de nature conceptuelle entre la mécanique quantique et la relativité générale ; la première considérant l’écoulement du temps comme universel et absolu, tandis que la relativité générale souligne sa dépendance d'un observateur et, par là, son caractère absolument relatif. Cette discordance soulève la question de ce qu’est réellement le temps et de savoir s’il s’agit véritablement d’un phénomène réel et distinct. Cela implique également la question connexe de savoir pourquoi le temps semble s’écouler dans une seule direction, bien qu’aucune loi physique connue au niveau microscopique ne semble exiger une direction privilégiée.